# Savignano Irpino
Savignano Irpino est une commune italienne de la province d'Avellino, dans la région Campanie.

## Administration
| Période                                  | Période  | Identité        | Étiquette | Qualité |
| ---------------------------------------- | -------- | --------------- | --------- | ------- |
| 14/06/2009                               | En cours | Oreste Ciasullo | Centro    |         |
| Les données manquantes sont à compléter. |          |                 |           |         |

### Communes limitrophes
Ariano Irpino, Greci, Montaguto, Monteleone di Puglia, Panni

## Jumelages
Savigneux (Loire) (France)
 Essenbach (Allemagne)